# Raïon de Krasnoborsk
Le raïon de Krasnoborsk (en russe : Краснобо́рский райо́н, Krasnoborski raïon) est une subdivision administrative (raïon) et une municipalité (raïon municipal) de l'oblast d'Arkhangelsk dans le Nord de la Russie européenne. Situé dans le sud-est de l'oblast, il est traversé par la Dvina septentrionale. Son centre administratif est le village de Krasnoborsk, et il compte en tout 340 localités, réparties en 7 municipalités. Sa population s'élevait à 10 234 habitants en 2023.

## Géographie
Le raïon se situe dans l'oblast d'Arkhangelsk, un sujet de la fédération de Russie situé dans le Nord de la Russie européenne. Le sujet fait partie du district fédéral du Nord-Ouest, et il est inclus comme tout l'oblast dans la région du Nord. Comme tout l'oblast, il est situé dans le fuseau horaire MSK (heure de Moscou). Le décalage horaire appliqué par rapport au temps universel coordonné est +03:00.